# Ardra

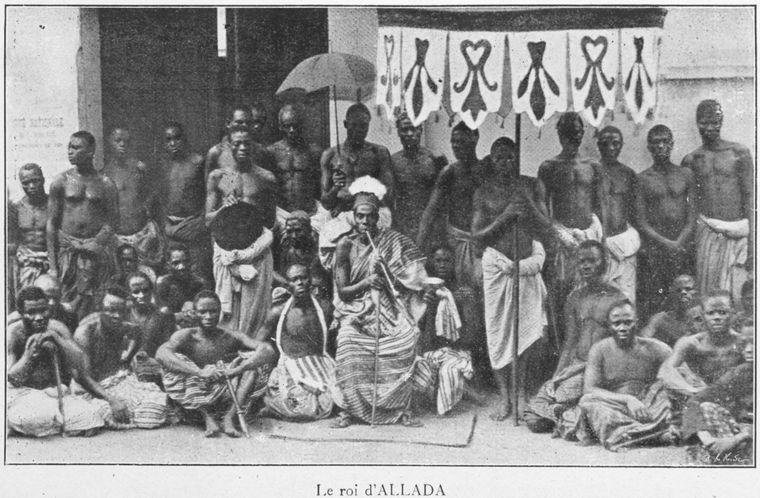
De koning van Ardra of Allada in 1900

Het koninkrijk Ardra, ook bekend als het koninkrijk Allada, was een West-Afrikaans koninkrijk. Het was gelegen aan de kust in het zuiden van het huidige Benin. Hoewel het historisch gezien een soeverein koninkrijk was, blijft de monarchie in de huidige tijd bestaan als een niet-soevereine monarchie binnen de republiek Benin. Het koninkrijk werd genoemd naar zijn hoofdstad, het moderne Allada, dat ook de belangrijkste stad en belangrijkste haven van het rijk was.
Ten westen van het koninkrijk Ardra lag het koninkrijk Whydah, ten oosten het rijk Oyo en ten noorden het koninkrijk Dahomey. Een groot deel van het kustgebied van Ardra was vroeger onderdeel van de Slavenkust, een kolonie van de Nederlandse West-Indische Compagnie. Om in de hoofdstad Allada te komen moesten reizigers vanaf de kust en moeilijke weg afleggen. Eerst door de zandige kustvlakte tussen de zee en de grote lagune van Nokoué, die vaak moerassig en modderig is. Daarna steeg de hoogte en kwam men op een dichtbebost plateau terecht, doorsneden met routes en paden. Vervolgens daalde men af in de moerassige Lama-vallei waar de koningen van Allada af en toe gevangenen en slaven vasthielden. Vervolgens steeg men weer een plateau op waar de hoofdstad Allada ligt.
De stad en het koninkrijk werden vermoedelijk in de twaalfde of dertiende eeuw gesticht door een groep Aja-migranten uit Tado, een nederzetting langs de rivier de Mono. Zijn koningen "regeerden met de toestemming van de oudsten van het volk". De staat bereikte het hoogtepunt van zijn macht in de zestiende en vroege zeventiende eeuw, toen het een belangrijke bron van slaven was voor de Atlantische handel. Tegen het midden van de vijftiende eeuw had de stad Allada ongeveer 30.000 inwoners, terwijl de staat als geheel tegen de zestiende eeuw bijna 200.000 inwoners had. Tegen het einde van de zeventiende eeuw namen echter de koningen van Dahomey de macht over in het hele gebied.
De naam wordt afwisselend gespeld als Ardra, Ardrah, Ardres, Hardre, Arda, Arada en Arrada. Het is soms ook bekend onder de naam Allada, de naam van de huidige hoofdstad.